# 施賴爾山
47°19′54″N 10°24′48″E / 47.33167°N 10.41333°E
施賴爾山（德語：Schreierkopf），是奧地利的山峰，位於該國西部，由蒂羅爾州負責管轄，屬於阿爾高阿爾卑斯山脈的一部分，距離巴爾施特斯峰0.5公里，海拔高度2,198米，每年平均降雨量1,730毫米。